# Maison des 10 et 12 rue des Chanoines à Bayeux
La maison des 10 et 12 rue des Chanoines est un édifice situé à Bayeux, dans le département français du Calvados, en France. Elles est inscrite au titre des Monuments historiques.

## Localisation
Le monument est situé aux 10, 12 de la rue des Chanoines.

## Historique
La maison est datée de la seconde moitié du XVIIIe siècle. 
La façade sur la rue et la toiture ainsi que l'escalier avec la rampe en fer forgé sont inscrits au titre des Monuments historiques depuis le 24 juin 1986.

## Architecture
La maison est construite en calcaire.
La maison, de style Louis XVI, ressemble à une autre bâtisse de la ville, située 64 rue des Bouchers.
Elle possède des pilastres ioniques et un décor de guirlandes. Un balcon en fer forgé est également présent.